# Heart Beats (Dami Im)
Heart Beats è il terzo album della cantante australiana Dami Im, pubblicato il 14 ottobre 2014.
Dall'album sono stati estratti i singoli Super Love, Gladiator,  i quali hanno entrambi raggiunto l'undicesima posizione in Australia, e Living Dangerously.

## Tracce
1. Super Love – 3:25 (Fredrik Häggstam, Sebastian Lundberg, Johan Gustafson, Hayley Aitken)
2. Gladiator – 3:41 (Dami Im, Fredrik Häggstam, Sebastian Lundberg, Johan Gustafson)
3. Living Dangerously – 4:15 (Dami Im, Liz Webber, Jon Hume)
4. Without You – 3:27 (Louis Schoorl, Hayley Warner, Emma Birdsall)
5. Moment Just Like This – 3:13 (Dami Im, Carl Dimataga)
6. Speak Up – 4:37 (Dami Im, Christian Lo Russo, Webber Hume)
7. Beauty in the World – 2:55 (Macy Gray, Joshua Lopez, Kannon Cross, George Reichart) – Originariamente interpretata da Macy Gray
8. Let Go – 3:42 (Webber Hume, Kayla Rae Bonnici)
9. One More Time – 3:46 (Dami Im, Anthony Egizii, David Musumeci)
10. Heart Beats Again – 3:51 (Dami Im)

Tracce aggiunte nella versione deluxe
1. The Hunger – 3:38 (Fredrik Häggstam, Sebastian Lundberg, Johan Gustafson)
2. Heart so Dry – 3:29 (Robby De Sa, Natalie Dunn, Christian Lo Russo)
3. Solid Ground (Stop the World) – 3:47 (Dami Im, Phil Buckle, Ross Fraser)
4. Beautiful – 4:04 (Dami Im, Webber Hume, Kayla Rae Bonnici)
5. Without You (Acoustic) – 3:30 (Louis Schoorl, Hayley Warner, Emma Birdsall)

## Classifiche
| Classifica (2014) | Posizione massima |
| ----------------- | ----------------- |
| Australia         | 7                 |